# Rómulo y Hersilia (Myslivecek)
 Rómulo y Hersilia  (título original en italiano,  Romolo ed Ersilia ) es una ópera en tres actos del compositor checo Josef Myslivecek (Praga, 1737 – Roma, 1781) con libreto en italiano de Pietro Metastasio, cuyo estreno, con motivo del cumpleaños de la reina  María Carolina de Nápoles, tuvo lugar en el Teatro San Carlos de Nápoles, el 13 de agosto de 1773. 

## Libreto
Las fuentes a las que acudió Metastasio para escribir el libreto fueron los trabajos de los 
historiadores romanos Dion Casio (Historia de Roma), Lucio Aneo Floro (Epítome), Tito Livio (Historia de Roma); y de los griegos Plutarco (Vidas paralelas) y Dionisio de Halicarnaso (Antigüedades romanas), 

El libreto es el vigésimo sexto de la producción de Metastasio, estando comprendido entre  Il trionfo di Clelia (1762) y  Ruggiero (1771).

## Personajes
| Personaje                                            | Tesitura   | Reparto el 13 de agosto de 1773 Director: Nicola Fabio |
| ---------------------------------------------------- | ---------- | ------------------------------------------------------ |
| Rómulo, rey fundador de Roma.                        | soprano    | Rosaria de Juliis                                      |
| Hersilia, princesa sabina, esposa de Rómulo.         | soprano    | Maria Anna Lucia de Amicis-Buonsollazzi                |
| Acronte, pretendiente de Hersilia y rival de Rómulo. | castrato   | Gaspare Pacchierotti                                   |
| Ostilio, patricio romano enamorado de Valeria.       | sopranista | Pietro Santi                                           |
| Valeria, doncella despreciada por Acronte.           | soprano    | Margherita Gibetti (La Viscioletta)                    |
| Curzio, padre de Hersilia.                           | tenor      | Giuseppe Luigi Tibaldi                                 |

Escenografía de  Giuseppe Baldi y Antonio Ioli

## Argumento

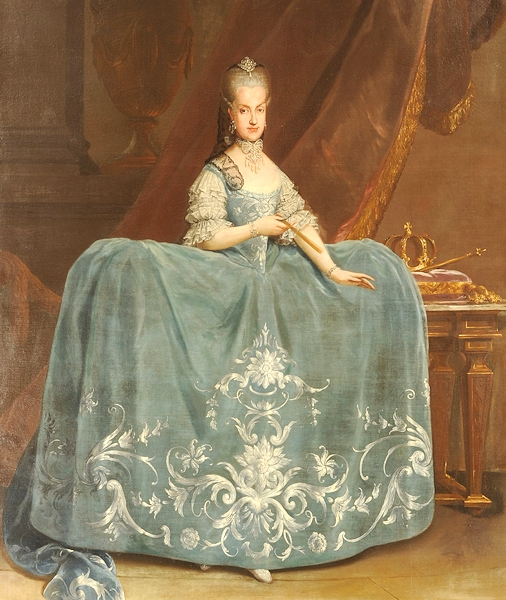
María Carolina de Austria Reina consorte de Nápoles Óleo de Martin van Meytens

El extraordinario y afortunado valor de la intrépida juventud, que se recogió al formar la naciente Roma, llenó rápidamente de celosa emulación a todas las aguerridas naciones vecinas que conformaban el pueblo sabino. Los romanos se dieron cuenta rápidamente que la gloria de tan faustos comienzos sólo lo sería en el curso de una limitada época si no conseguían suplir la escasez de mujeres propias con esposas extranjeras, endulzando así con uniones de sangre el ánimo hostil de los pueblos vecinos, y estableciendo con una numerosa prole las vastas esperanzas de la naciente Roma. Así, solicitaron rápidamente por esposas a las doncellas sabinas, pero fueron agriamente rechazadas todas sus peticiones. Ofendidos por tan obstinadas negativas, empujados por el temor a extinguirse, y llevados por el ejemplo de los griegos, convinieron obtener por la fuerza lo que se les negaba suplicando; y aprovechando su asistencia a los Juegos anuales que en honor de Neptuno se celebraban en Roma, ejecutaron el célebre rapto, tan recordado durante muchos siglos.  

Rómulo, que había intentado en vano detener el ímpetu de un pueblo poco dócil aún, irritable y guerrero, supo utilizar bien sus reales virtudes en el transcurso de aquellos sucesos. Resguardó en lugar sagrado a las doncellas secuestradas, bajo la custodia de púdicas matronas; no dispuso de ellas hasta que, vencidas por la generosa acogida, por los afectuosos ruegos, por el respeto y los méritos de los esposos que se les ofrecían, consintieron voluntariamente a las propuestas de casamiento, que se realizaron luego, por orden suya, según sagrados rituales, con la mayor pompa que podía darse en aquellos tenues albores de Roma, y celebrados públicamente.   

Encontrábase entre las doncellas secuestradas la célebre Hersilia, hija de Curcio, príncipe de los antemnates, por claridad de sangre, por virtud y por belleza, muy superior a todas las demás, y, por tanto, según el deseo general, lógicamente destinada a Rómulo, ya prendado de sus cualidades. Pero firme esta en las rígidas costumbres sabinas, disimulando así mismo la violenta propensión de su ánimo hacia el joven héroe, supo resistir al ejemplo seductor de las resignadas compañeras; y, sacrificando con ejemplar obediencia el propio albedrío al del paterno deseo, rehusó constantemente consentir la oferta de una boda real, sin una orden expresa de su padre.   

El obstinado rechazo de Curcio, la intransigencia de Hersilia, el poder y las insidias del noble Acronte, implacable enemigo de Rómulo y desesperado rival amoroso de éste, parecían obstáculos insuperables. Pero, triunfando finalmente sobre todos el grande, y no menos feliz, fundador de Roma, consigue inesperadamente las ansiadas nupcias, que conforman la trama principal de este drama.

## Estructura de la obra
Acto I

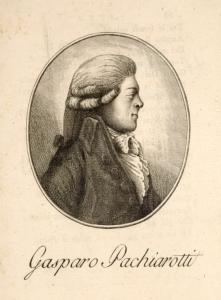
El castrato Gaspare Pacchierotti (1785)

Escena 1 – Coro, "Sul Tarpeo propizie, e liete"

Escena 2 - Aria de Rómulo, "Questa è la bella face"

Escena 3 - Aria de Hersilia, "Sorprender mi vorresti"

Escena 5 - Aria de Curzio, "Prence, che affanno" (no pertenece a Metastasio) 

Escena 6 - Aria de Acronte, "Sprezzami pur, per ora ostenta"

Escena 8 - Aria de Valeria, "Quel traditore intendo" (no pertenece a Metastasio) 

Escena 10 – Recitativo acompañado de Rómulo y Hersilia, "E tace Ersilia?" 

Escena 10 – Dúo de Rómulo y Hersilia, "Ah, che vuol dir quel pianto"

Acto II

Escena 1 - Aria de Valeria, "Ah, perchè quando appresi"

Escena 3 - Aria de Acronte, "Non respiro, che rabbia, e veleno" (no pertenece a Metastasio) 

Escena 4 - Aria de Curzio, "Nel pensar che padre io sono"

Escena 5 – Recitativo acompañado de Hersilia, "Dove m'ascondo?" 

Escena 6 - Aria de Hersilia, "Basta così, vincesti"

Escena 7 - Recitativo acompañado de Rómulo y Ostilio, "Non resta, Roma io confido a te"

Escena 7 - Aria de Rómulo, "Ah, dille ch'io l'amo" (no pertenece a Metastasio) 

Escena 9 – Cuarteto de Hersilia, Rómulo, Acronte, y Curzio, "Deh, invitati serba" (no pertenece a Metastasio) 

Acto III

Escena 1 - Aria de Hersilia, "Sponde felici, addio" (no pertenece a Metastasio) 

Escena 5 - Aria de Valeria, "L'augellin dal visco uscito"

Escena 6 - Coro, "Serbate, o numi"

Escena 7 - Cavatina de Rómulo, "De' Numi clementi" (no pertenece a Metastasio) 

Escena 9 - Aria de Curzio, "Ah, non più padre ti sono" (no pertenece a Metastasio) 

Escena 9 - Coro, "Numi, che intenti siete"

## Influencia
Metastasio tuvo gran influencia sobre los compositores de ópera desde principios del siglo XVIII hasta comienzos del siglo XIX. Durante este periodo, los teatros de más renombre competían por representar las obras del ilustre italiano, y casi la totalidad de los compositores de renombre musicalizaron sus libretos, que el público esperaba ansioso. Rómulo y Hersilia sin embargo, fue utilizada por muy pocos compositores, sólo dos: Myslivecek y Hasse para componer otras tantas óperas que el paso del tiempo ha hecho caer en el olvido.